# Kuhkomfort
Kuhkomfort ist ein Begriff für Maßnahmen in der Milchviehhaltung, welche die Produktivität der Milchkühe steigern. Ziel der Verbesserung ist die Schaffung von „Weidebedingungen“ im Stall.
Es gibt verschiedene Möglichkeiten, die Milchproduktion der Kühe zu erhöhen, so etwa Liegematten, angemessener Platz pro Tier, Kuhbürsten, Verbesserung des Stallklimas und die gute Erreichbarkeit des Futters.

## Liegekomfort
Eine Kuh verbringt unter natürlichen Bedingungen 60 % des Tages im Liegen, wobei sie bis zu 20 Mal pro Tag aufsteht. Danach suchen sich die Kühe wieder einen geeigneten Platz und legen sich zur Ruhe. Sollte dieses Abliegen bei den Kühen mit Schmerzen verbunden werden, ruhen diese im Stehen. Infolgedessen verringert sich die Wiederkäutätigkeit und die Futter- und Wasseraufnahme wird reduziert.
Für jede Kuh gilt mindestens ein ausreichend großer, verhaltensgerechter und sauberer Liegeplatz als notwendig. Als wichtig für eine Steigerung des Kuhkomforts gilt zudem genügend Platz im Kopfbereich, um einen Kopfschwung beim Aufstehen zu ermöglichen. Steht dieser erforderliche Platz nicht zur Verfügung, erleiden die Tiere bei jedem Aufstehen Schmerzen, indem sie sich an Fressgitter, Wand oder Nackenriegel stoßen. Die Tiere versuchen, diesen Schmerz beim Aufstehen zu verhindern. Sie bekommen dadurch Verhaltensstörungen, indem sie wie ein Pferd aufstehen: Sie stellen ihre Vorderbeine senkrecht und drücken sich mit den Hinterbeinen in den Stand. Die Nutzungsdauer der Kühe wird dadurch wiederum reduziert.
Kuhmatratzen oder Liegematten verbessern den Liegekomfort, wirken wärmedämmend und helfen, Verletzungen der Haut und Gelenke zu vermeiden.
Die Größe der Liegeflächen sollte nicht anhand von kursierenden Durchschnittsgrößen festgelegt werden, sondern man sollte zunächst seine Herde vermessen und anhand dieser Werte die Liegefläche errechnen:
- Liegelänge in cm: 1,11 × schräge Rumpflänge in cm + 20 cm
- Liegeboxenlänge: Kopfraum + Liegelänge + Streuschwelle für Tiefbox
- Boxenbreite = 0,85 × Widerristhöhe

## Gummimatten
Laufflächen sind in der Milchviehhaltung von großer Bedeutung, denn die Kuh ist mit dem Fußboden in ständigem Kontakt. Zu harte Böden wie Beton können Klauenprobleme verursachen, indem die Klaue zu stark abgerieben wird. Die Rutschgefahr ist bei Beton relativ niedrig, steigt bei Spaltenböden jedoch nach einiger Zeit sehr stark an. Die Vorteile der Gummimatten liegen darin, die Mobilität der Kühe zu verbessern, weil weniger Rutschgefahr besteht, und Erkrankungen der Gelenke zu vermindert werden, weil der Boden weicher und federnder ist. Der Klauenabrieb wird durch Gummimatten nicht verändert.

## Kuhbürste

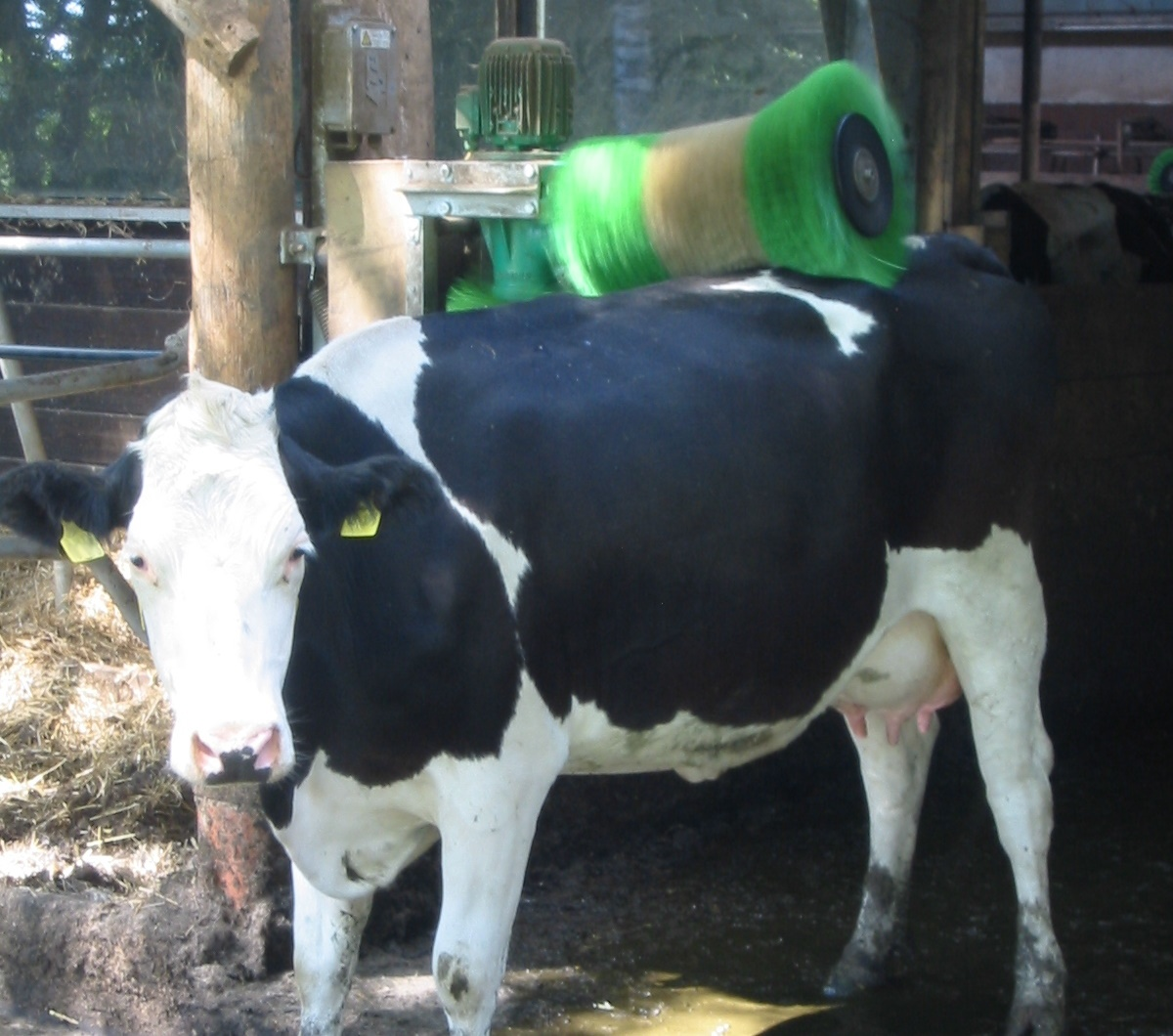
Kuhbürste

Eine Kuhbürste besteht aus einer oder zwei rotierenden Bürsten die diagonal oder bei zwei Bürsten im nahezu rechten Winkel zueinander angeordnet sind. Mittels dieser Einrichtung kann sich eine Kuh selbstständig ihr Fell reinigen und massieren lassen.
Eine integrierte Steuerelektronik sorgt für automatisches Ein- und Ausschalten sobald eine Kuh sich am Gerät befindet. Ein Überlastschutz sorgt für Abschalten, falls sich beispielsweise ein Schwanz in der Bürste verwickelt.

## Futteraufnahme
Auf der Wiese macht die Kuh, um das Gras erreichen zu können, einen sogenannten Weideschritt. Am Futtertrog kann dieser durch die gerade Trogrückwand nicht gemacht werden. Die Kuh kann bei ebenerdigen Trögen das am Boden liegende Futter nur schlecht oder mit Mühe fressen, was zu geringerer Futteraufnahme führt. Daher muss der Trog erhöht platziert werden (mindestens 15 cm). Zudem kann durch regelmäßiges Futteranschieben die Attraktivität des Futters gesteigert und so die Nährstoffaufnahme verbessert werden.
Das Tier-Fressplatzverhältnis sollte bei mindestens 1:1 liegen, da Kühe Synchronfresser sind, und rangniedere Tiere sonst beim Fressen verdrängt werden.

## Klimabedingungen
Kühe sind Steppentiere und an wechselnde klimatische Bedingungen gewöhnt. Daher ist es für die Gesundheit der Tiere kein Problem, sie bei Außentemperatur zu halten. Auch Temperaturen unter 0 °C sind kein Problem. Daher sind Kühe auch für eine ganzjährige Weidehaltung geeignet.
Bei Milchkühen besteht bei zu hohen Temperaturen im Sommer die Gefahr von Hitzestress, was zu einer sinkenden Leistung führt. Hier kann mit großen Ventilatoren oder Duschen abgeholfen werden.
Ebenfalls negativ wirken sich eine zu hohe relative Luftfeuchte, Schadstoffe in der Luft oder extremer Fliegenbefall negativ auf die Leistung aus. In Ställen sollte darauf geachtet werden, dass Zugluft die Tiere negativ beeinträchtigen kann.

## Laufganggestaltung
Zu enge Laufgänge können bei Kühen zu Stress führen, der sich negativ auf die Leistungsfähigkeit auswirkt. Die Gänge sollten so breit sein, dass sich zwei Kühe begegnen und aneinander vorbeigehen können, ohne dass ihr Individualabstand berührt wird. An Fressgängen oder vor Tränken sollte, wenn eine Kuh beim Fressen oder Saufen ist, dahinter noch soviel Platz wie für einen Laufgang frei sein. Durch diesen Platz können sich rangniedere und ranghohe Tiere begegnen, ohne dass es zwangsläufig zu Rangkämpfen kommt oder die rangniedere Kuh vertrieben wird.
Zudem sollte es vermieden werden, in Ställen Stichgänge zu bauen, in denen eine rangniedere Kuh von ranghöheren Tieren „eingesperrt“ werden kann, wenn die ranghöhere Kuh den Weg blockiert.
So können sich auch rangniedere Tiere stressfrei im Stall bewegen, und ihre Leistungsfähigkeit kann voll zum Tragen kommen.